# Attaque à feu roulant
L'attaque à feu roulant est une technique militaire de l'infanterie reposant sur une succession de salves de fusils tirées rang par rang. 
Les fantassins se répartissaient sur dix lignes de dix hommes, les neuf premières lignes étant à genoux, la dernière tirant une volée au-dessus des têtes ; puis les suivants se lèvent et tirent, et ainsi de suite jusqu'à la première ligne. L'attaque à feu roulant a été utilisée par l'infanterie hongroise de la République des Deux Nations aux XVIe et XVIIe siècles,,,.